# 리즈 패밀리 포럼
리즈 패밀리 포럼(영어: Lee's Family Forum)는 미국 네바다주 헨더슨에 위치한 실내 경기장이다. G 리그 NBA G 리그 이그나이트의 홈경기장으로 사용되고 있다.